# Fritz Stolze
Fritz Hans Wilhelm Stolze (ur. 20 grudnia 1910 w Hanowerze, zm. 6 marca 1972 tamże) – niemiecki piłkarz wodny, występujący na pozycji bramkarza, wicemistrz olimpijski z Berlina.
Wystąpił w jednym spotkaniu.